# Gemmingensches Schloss Widdern

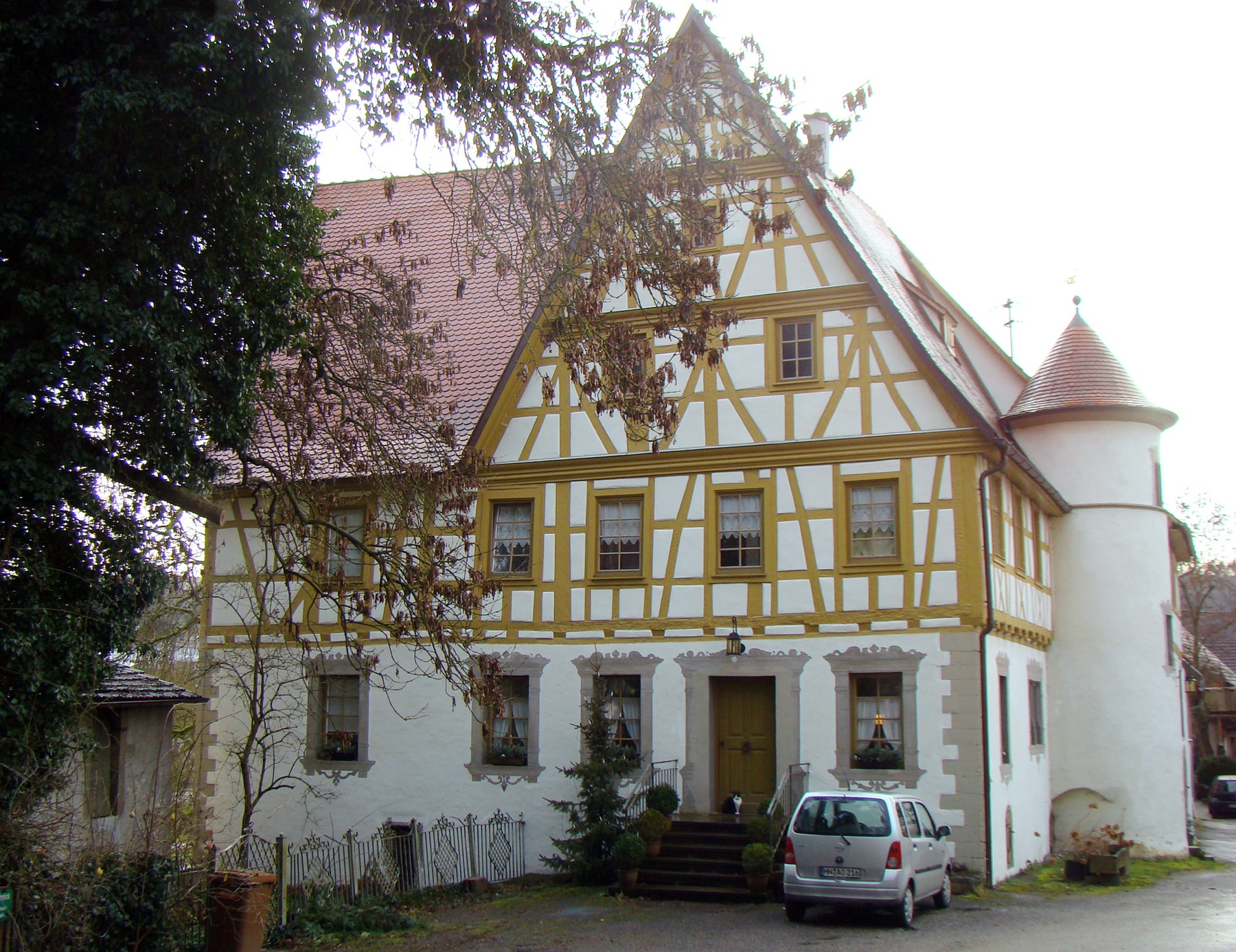
Gemmingensches Schloss in Widdern, Foto 2014

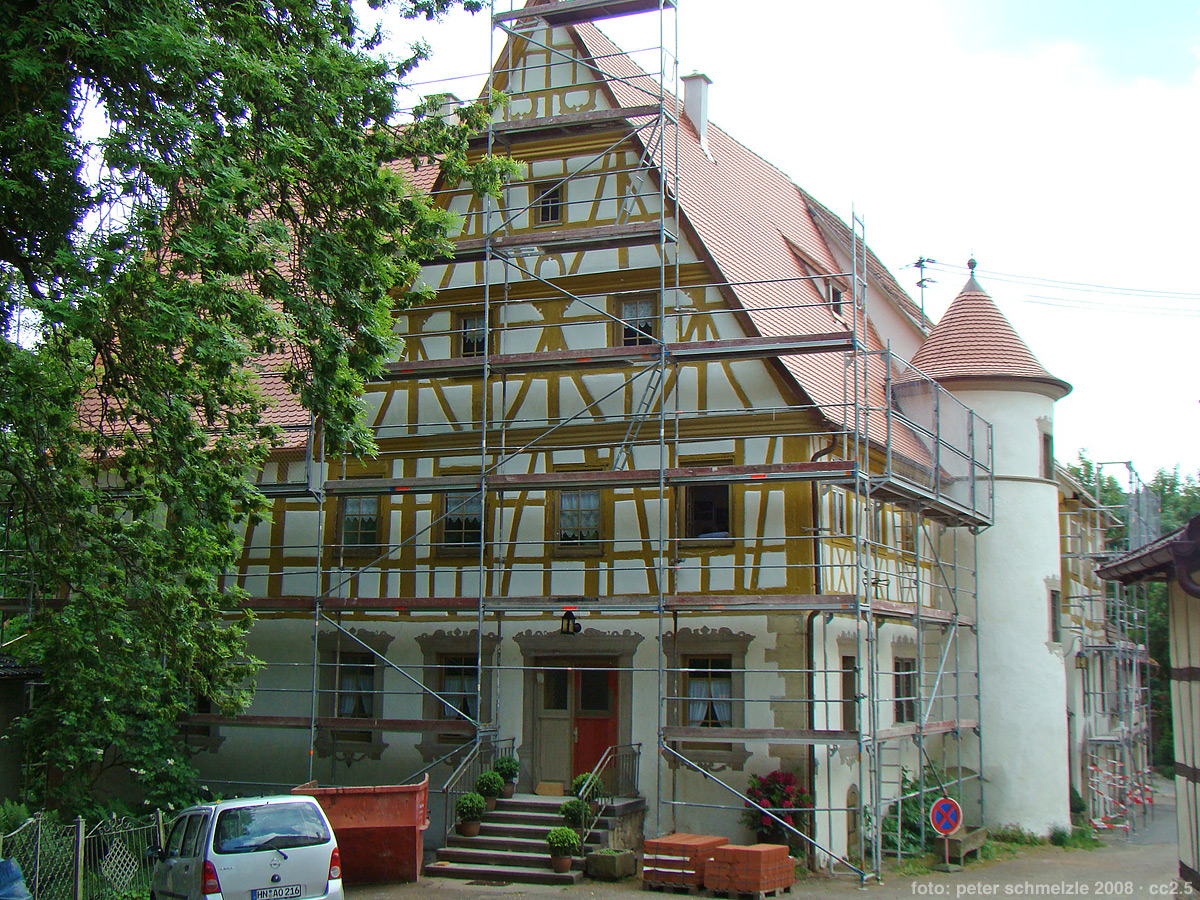
Gemmingensches Schloss Widdern, Foto während der Sanierung 2008

Das Gemmingensche Schloss Widdern, auch Schlösschen Widdern genannt, ist ein Schloss in Widdern im Landkreis Heilbronn in Baden-Württemberg. Das im 16. Jahrhundert errichtete Gebäude war anfangs im Besitz der Freiherren von Gemmingen, diente ab den 1860er Jahren als Gasthof und wird heute als Wohnhaus genutzt. Das Gebäude ist ein geschütztes Kulturdenkmal gemäß § 28 des Denkmalschutzgesetzes Baden-Württemberg.

## Geschichte
Der über einer Kellertür 1574 datierte Fachwerkbau mit massivem Sockel und rundem Treppenturm gehörte ursprünglich der Familie von Gemmingen, die beginnend mit Konrad von Gemmingen († 1463) Ganerbenanteile in Widdern besaß. Das Gebäude wurde als Herrensitz mit Werksteinen der 1458 zerstörten Ganerbenburg erbaut. 1584 folgte das benachbarte Gemmingensche Amtshaus. Die Gasse längs der Gebäude hieß einst Schlossgasse und wurde erst 1941 in Keltergasse umbenannt. Die Linie Bürg-Presteneck der Freiherren von Gemmingen, der der Besitz in Widdern gehörte, starb 1841 im Mannesstamm aus, ihr Besitz fiel an Sigmund von Gemmingen-Hornberg zu Treschklingen und dessen Söhne. Die Erben haben den Besitz in Widdern bald verkauft. Zunächst veräußerten sie das Amtshaus, das die Gemeinde 1846 als Lehrerwohnung erwarb. Das Schloss erwarb 1863 für 5500 Gulden der Bierbrauer und Wirt Hofmann, der darin 1864 eine Gaststätte einrichtete, die bald den Namen Gasthof zum grünen Baum trug. 1888 erwarb die Familie Alfeld das Gebäude. Bis 1903 betrieb man im Haus eine Bierbrauerei. 1930 war der Gasthof mit Fremdenzimmern und einer Brennerei sowie einer an den Wochenenden gut besuchten Kegelbahn im Garten ausgestattet. Das Gebäude diente bis 1991, zuletzt unter dem Namen Schloßgasthof, als Gasthaus. Inzwischen wurde es umfassend saniert und dient zu Wohnzwecken.